# Кауш, Пауль Альберт
Пауль Альберт Кауш (нем. Paul Albert Kausch; 3 марта 1911, Ядерсдорф, Германская империя — 27 октября 2001, Ингельхайм, Германия) — оберштурмбаннфюрер войск СС, кавалер Рыцарского креста Железного креста с Дубовыми листьями.

## Карьера
Родился в семье помещика. С 1 марта 1933 член НСДАП (№ 1736388) и СС (№ 82578). Поступает в «Лейбштандарт СС Адольф Гитлер». После окончания юнкерского училища в Бад-Тёльце 20 апреля 1936 года произведён в унтерштурмфюреры СС. В 1939 году перевёлся в 3-й штандарт СС «Мёртвая голова», затем в качестве командира 8-й роты 1-го штандарта СС «Верхняя Бавария». С ноября 1939 — командир 5-й батареи 3-го артиллерийского полка СС дивизии СС «Мёртвая голова».
Через год переведён в дивизию СС «Викинг» дивизионным адъютантом. 1 марта 1943 года назначен командиром 11-го танкового батальона СС 11-й дивизии СС «Нордланд», воевавшего в то время в районе Ленинграда.
Участвовал в боях в Курляндии, откуда отвёл свой сводный 11-й танковый полк СС в Померанию, впоследствии защищал Берлин.
25 апреля 1945 года тяжело ранен и отправлен в госпиталь, где был захвачен 2 мая советскими войсками.
Приговорён к 25 годам лагерей. 16 января 1956 года передан властям ФРГ и освобождён.

## Награды
- Испанский крест в золоте
- Железный крест 2-го класса
- Железный крест 1-го класса
- Немецкий крест в золоте
- Рыцарский крест (23 августа 1944)
  - с Дубовыми листьями (23 апреля 1945)